# Eksperiment Dobri Samarićanin

Eksperiment Dobri Samarićanin psihološki je eksperiment koji su sproveli Džon Darli i Danijel Batson, i bavi se varijablama ličnosti i situacionim varijablama koje utiču na spremnost da se pritekne u pomoć. Kao inspiracija za eksperiment je poslužila priča o dobrom Samarićaninu. 

## Hipoteze
Priča je pomogla da se pretpostave i varijable ličnosti i situacione varijable vezane za pružanje pomoći. Na osnovu varijabli iz priče može se postaviti nekoliko hipoteza.
- Hipoteza 1. Na osnovu priče se može zaključiti da ljudi koji razmišljaju o religijskim i etičkim stvarima, kada se nađu u situaciji gde nekome treba da pruže pomoć, nisu skloniji da je pruže za razliku od nekoga ko razmišlja o nečemu drugom. Ova hipoteza je u suprotnosti sa teorijom koja navodi norme kao razloge za pružanje pomoći, jer po toj teoriji, veće su šanse da se nekome pruži pomoć ako pritom na umu imamo veru i etiku.
- Hipoteza 2. Malo je verovatno da će osobe koje se nađu u situaciji koja od njih zahteva da nekome pruže pomoć, tu pomoć i da pruže ako su u žurbi.
- Hipoteza 3. U vezi religije, verovatnije je da će sledbenici vere sličnije samarićanskoj da pruže pomoć nego oni čija je vera sličnija sveštenikovoj ili levitskoj.

Priča o dobrom Samarićaninu takođe predlaže kako izmeriti spremnost da se nekome pomogne. Žrtva bi trebalo da izgleda dvosmisleno - u odrpanoj odeći, ali u isto vreme kao da je u alkoholisanom stanju ili u stanju da povredi nekoga. Takođe, priča sugeriše pod kojim okolnostima incident ne bi izgledao kao psihološki eksperiment gde se ponašanje subjekata nadgleda pa bi moglo biti izmenjeno, već kao prava nesreća. Subjekti bi trebalo da susretnu žrtvu ne u kontekstu eksperimenta, već na svom putu, tokom obavljanja zadataka.

## Metod eksperimenta
Da bi ispitali uticaj ovih varijabli na pružanje pomoći, studenti bogoslovije su zamoljeni da učestvuju u studiji o verskoj edukaciji. Prvi krug testiranja su činili testovi ličnosti sa osvrtom na religioznost ispitanika. U drugom, individualnom, krugu testiranja subjekti su započeli sa eksperimentalnim procedurama u jednoj zgradi, i zamoljeni su da za nastavak testiranja odu u drugu zgradu. Prolazeći između dve zgrade, subjekti bi nailazili na pogrbljenu „žrtvu“ u uličici. Zavisna varijabla je da li je i kako subjekt pomogao žrtvi. Nezavisna varijabla je brzina kojom je subjektu naloženo da dođe do druge zgrade i da li je ili nije subjekt tamo trebalo da održi govor. Trebalo je da neki subjekti održe govor o poslovima u kojima su studenti bogoslovije najefektivniji, a drugi o paraboli dobrog Samarićanina.

## Mere ličnosti
Konkretno je testovima ličnosti testirana religioznost subjekata. Na različitim psihometrijskim skalama postoje različite koncepcije religioznosti. 

Jedna od njih je skala Olporta i Rosa (1967) koja pravi razliku između „unutrašnje“ i „spoljašnje“ religioznosti.
Brown (1964) i Batson (1971) su, ipak, predložili trodimenzionalnu analizu, što je sveukupno dalo 6 skala: 
1. doktrinalna ortodoksija – meri slaganje sa klasičnim doktrinama protestanske vere;
2. ekstrinzična – religija kao sredstvo za kraj sveta, umesto samog kraja;
3. intrinzična – religija kao sam kraj;
4. ekstrinzična eksterna skala – meri uticaj bliskih osoba i situacija na religioznost;
5. ekstrinzična interna skala – meri nagon religioznosti neke osobe;
6. intrinzična – meri koliko nečija religioznost zahteva preispitivanje smisla života.

Druga korišćena skala je skala Batsona (1971) koji religioznost i religiju deli na:
- Religiju kao sredstvo za kraj sveta,
- Religiju kao sam kraj sveta, i
- Religiju kao potragu za smislom života i sveta.

## Učesnici i uslovi eksperimenta
U prvom krugu eksperimenta je učestvovalo 67 studenata Bogoslovije univerziteta Prinston. Od njih, u drugom krugu eksperimenta je učestvovalo 47 studenata. Od četrdeset i sedmoro učesnika, podaci o rezultatima njih sedmoro nisu uključeni u analizu – troje zbog greške u eksperimentalnoj proceduri, a četvoro zbog njihove sumnje da je u pitanju eksperimentalna situacija. Svaki subjekat je plaćen 1$ za test ličnosti i 1.50$ za eksperiment.

Cela eksperimentalna studija je trajala 3 dana, od 14. do 16. decembra 1970. godine. Kratak vremenski raspon je korišćen kako bi vremenski uslovi i osvetljenje bili relativno isti tokom celog eksperimenta.

## Tok eksperimenta
Kada bi subjekat stigao u zgradu za testiranje dobijao bi od asistenta uputstvo o govoru koji treba da održi.

### Tema govora
Deo subjekata je trebalo da održi govor o mogućim profesijama studenata Bogoslovije, a trebalo je da ostali subjekti drže govor o dobrom Samarićaninu. Govor je trebalo da bude održan u susednoj zgradi.

### Žurba
Subjekti su dobijali i različite vremenske rokove za održavanje svog govora. Prema tome, asistent im se obraćao rečima:
1. „Kasniš! Trebalo je da budeš tamo pre nekoliko minuta! Bolje da kreneš odmah.“, ako je subjekat trebalo da bude u velikoj žurbi.
2. „Asistent bi trebalo da Vas već čeka, molim Vas, krenite.“, ako je subjekat trebalo da bude u osrednjoj žurbi.
3. „Za nekoliko minuta bi trebalo da budu spremni za vas, tako da možete da krenete. Možda budete morali da ih sačekate da završe sa prethodnim učesnikom, ali to ne bi trebalo da traje dugo.“, ako subjekat nije trebalo da žuri.

### Incident
Dok je subjekat prolazio uličicom, žrtva je sedela, pogrbljena, naslonjena na vrata zgrade, pognute glave i zatvorenih očiju, bez pomeranja. Dok bi subjekat prolazio, žrtva bi se zakašljala dva puta i zastenjala. Ako bi subjekat zastao i ponudio pomoć, žrtva bi je odbila, odgovarajući da ima respiratorni problem, da je popio prepisane mu pilule, i da će mu biti dobro čim se malo odmori, a zatim bi se zahvalio subjektu. Ako bi subjekat bio uporan, žrtva bi mu dozvolila da je odvede u obližnju zgradu.

### Ocena pružene pomoći
Žrtva je potom svakom subjektu dodeljivala ocenu na osnovu pomoći koju joj je pružio, po skali:
- 0 = subjekat nije primetio žrtvu;
- 1 = subjekat je primetio žrtvu, ali joj nije ponudio pomoć;
- 2 = subjekat nije ponudio pomoć žrtvi, ali joj je pomogao indirektno (npr. rekavši asistentu za žrtvu);
- 3 = subjekat je zastao i ponudio pomoć žrtvi;
- 4 = subjekat je pored ponuđene pomoći, insistirao da žrtvu uvede u zgradu, tek onda je ostavljavši; na predlog žrtve, skali je dodata još jedna ocena:
- 5 = subjekat je nakon susreta sa žrtvom odbio da je napusti i insistirao da odvede žrtvu van prostora eksperimenta (npr. na kafu, u bolnicu).

Skala je data grupi od 10 ljudi, koji nisu bili upoznati sa eksperimentom, kako bi poređali ocene po količini pružene pomoći. Sve sudije su se složile sa prvobitnim redosledom, osim jednog koji je predložio zamenu redosleda ocene 1 i 0.

### Govor
Nakon što bi prošli pored žrtve, subjekti bi pristizali u zgradu gde su održavali svoj govor.

### Upitnik
Nakon što bi snimili svoj govor, subjekti bi bili poslati kod sledećeg eksperimentatora gde su popunjavali „Upitnik o ličnoj i socijalnoj etici“. U upitniku su naročito važna bila tri pitanja: 
- „Kada ste poslednji put videli osobu kojoj treba pomoć?“;
- „Kada ste poslednji put zastali da pomognete nekome?“;
- „Da li ste imali iskustva u pomaganju osobama kojima je trebala pomoć? Ako da, ukratko objasnite situaciju.“

Ovi podaci su sakupljani kao provera ocena koje je žrtva dodeljivala subjektima koji nisu zastali da pomognu (da bi se razlikovale kategorija 0 i 1).
Ako subjekat ne bi pomenuo situaciju u uličici, eksperimentator bi otkrio subjektu prirodu eksperimenta.

## Diskusija
U diskusiji, subjektima je otkrivana prava priroda eksperimenta, uključujući i obmana subjekata. Diskutovane su reakcije subjekata na eksperiment i na žrtvu. Objašnjen je i značaj situacionih determinanti koje utiču na pružanje pomoći. Subjekti su bili spremni da saslušaju i razumeju potrebu za obmanom, i nijedan nije pokazao nezadovoljstvo zbog nje. Posle diskusije, subjekti su primili zahvalnost i novac za učešće u eksperimentu, nakon čega su odlazili kući.

## Rezultati

### Ukupna pružena pomoć
Prosečna količina pomoći koju su subjekti pružali u velikoj meri zavisila je od žurbe u kojoj su subjekti bili, dok poruka koju su subjekti dobili na početku eksperimenta skoro da i nije imala uticaja. Subjekti koji su žurili bi nudili manju pomoć nego oni koji nisu žurili. Da li je subjekat trebalo da održi govor o dobrom Samarićaninu ili ne nije bitno uticalo na pružanje pomoći u ovom eksperimentu.

Od 40 subjekata, 16 njih (40%) je pružilo žrtvi neku vrstu pomoći, direktne ili indirektne, a 24 njih (60%) nije. Procenat subjekata koji su pružali pomoć na osnovu varijable žurbe je 63%, za subjekte koji nisu žurili, 45%, za subjekte koji su bili u srednjoj žurbi, i 10% za subjekte koji su bili u velikoj žurbi; a na osnovu poruke koju su dobili 53% sa porukom o pomaganju i 29% sa porukom o zadatku koji treba da izvrše.

Dakle najveći uticaj na rezultate eksperimenta je imala varijabla žurbe, stoga je hipoteza 2 potvrđena. Subjekti koji su dobili poruku o priči o dobrom Samarićaninu nisu znatno više pružali pomoć od onih koji su dobili poruku o mogućim poslovima studenata Bogoslovije, potvrđujući hipotezu 1. 

### Razlike u ličnosti između subjekata koji su pružili pomoć
Od 16 subjekata koji su pružili žrtvi neku vrstu pomoći, subjekti koji gledaju na religiju kao na potragu su žrtvi pružali pomoć koja je bila privremena i nepotpuna. Dakle, oni koji na religiju ne gledaju kao na potragu za smislom imaju veće šanse da pruže neku vrstu dodatne pomoći žrtvi. Žrtva je upornije pomagače morala da uverava da je dobro, da je popio lek i da samo treba da se odmori, ili čak morala da zamoli subjekta da ga ostavi na miru. Međutim, bilo je i super pomagača koji nisu ni pored molbi napuštali žrtvu (koja je već bila uspaničena zbog mogućnosti nailaska sledećeg subjekta). Ti subjekti ne bi napuštali svoj plan (npr. povesti žrtvu na kafu ili ga ohrabriti govorom o Hristu) i interpretaciju žrtvinih potreba ni na njeno insistiranje, za razliku od onih koji se oslanjaju na religiju kao na potragu koji su se više oslanjali na žrtvinu definiciju svojih problema, pa je taj tip pomoći označen kao krut.

## Zaključak
Zaključak eksperimenta je sledeći: osoba koja nije u žurbi možda i zastane i ponudi pomoć osobi kojoj je potrebna, dok će osoba koja žuri najverovatnije samo proći pored. Ironično, osoba će proći pored čak i ako žuri kako bi održala govor o dobrom Samarićaninu, time nenamerno potvrđujući poentu parabole. (Nekoliko studenata koji je trebalo da održe govor o paraboli su u prolazu čak i nagazili na žrtvu.)

Žurba u kojoj je osoba bila (veća, srednja ili mala) je imala značajan uticaj na verovatnoću pružanja pomoći, dok tema govora koji je trebalo da održe (parabola o dobrom Samarićaninu ili o mogućim poslovima studenata Bogoslovije) nije uticala. Razmišljanje o dobrom Samarićaninu nije povećala verovatnoću pružanja pomoći, ali je žurba smanjila tu verovatnoću. Dakle, etika postaje luksuz kako se povećava brzina naše svakodnevnice.

To se dešava zbog „sužavanja kognitivne mape“ osobe u žurbi (Tolmanov koncept). Studenti su u diskusiji nakon eksperimenta, skoro svi, pomenuli žrtvu kao neko kome je možda bila potrebna pomoć, ali to u datom momentu nisu shvatali. Ili je njihova interpretacija osobe u nevolji ili su njihove empatičke reakcije vezane za tu interpretaciju bile odložene zbog žurbe. Prema svedočenjima nekih subjkata, ne bi bilo ispravno reći da su subjekti videli žrtvu i namerno je ignorisali, već zbog pritiska da stignu na vreme nisu sagledali situaciju u uličici kao šansu za etičku odluku. Za druge subjekte je preciznije reći da su odlučili da se ne zaustave, i ako su zbog događaja u uličici delovali uzbuđeno. Ključni razlog zasto oni nisu zastali i pružili pomoć jeste zato što je eksperimentator, kome su oni pomagali, računao na njih da brzo stignu na određeno mesto. Dakle, oni su bili u konfliktu da li da stanu i pomognu žrtvi, a onda da nastave da pomažu eksperimentatoru. Ove je čest slučaj kod osoba u žurbi – oni žure zato što neko računa na njih da budu negde u određeno vreme. Dakle, konflikt, a ne bezobraznost, je razlog njihovog nezastajkivanja.

Varijable ličnosti nisu bile od pomoći u predviđanju da li će osoba pružiti pomoć ili ne. Međutim, razlike u pruženoj pomoći su bile zavisne tih varijabli – konkretno religioznost. U razlikama u pružanju pomoći je i trebalo da se traže odlike ličnosti subjekata – da li će osoba pomoći ili ne, to već zavisi od situacije. Kako osoba pomaže je komplikovanija odluka.